# رؤوفة حسن
أمة الرؤوف حسين الشرقي والمعروفة باسم رؤوفة حَسَن (1958م - 2011م) أكاديمية، كاتبة، وإعلامية يمنية شهيرة، وهي أستاذة التنمية والنوع الاجتماعي، التغير الاجتماعي، والتواصل بين الثقافات والاتصالات للتنمية في وسائل الإعلام كلية الاعلام، جامعة صنعاء.  وافاها الأجل في أحد مستشفيات العاصمة المصرية القاهرة صباح الأربعاء 27 أبريل 2011.

## حياتها
ولدت رؤوفة حسن في صنعاء، 14 ديسمبر 1958م وشغلت العديد من المناصب منها:
- الخبرة السابقة على العمل الحالي:
  - نائب رئيس المكتب الفني بوزارة الإعلام 84 - 86م.
  - رئيس قسم التحقيقات صحيفة الثورة 80 - 84م.
  - معدة ومقدمة برامج المرأة - تلفزيون صنعاء 75 - 80م.
  - معدة ومقدمة برامج المرأة إذاعة صنعاء 70 - 75م.
  - مؤسسة إدارة المرأة بوزارة الشؤون الاجتماعية عام 76م.
- الإنتاج والنشاط العلمي والبحثي:
  - رسالة ماجستير إعلام تنموي باللغة الإنجليزية.
  - رسالة دكتوراه حول التغير الاجتماعي باللغة الفرنسية.
  - ورقة عمل عن أوضاع المرأة اليمنية مقدمة إلى مؤتمر المرأة العربية القاهرة.
  - عدد من المقالات الصحفية في جريدة الثورة وحلقات إذاعية وتلفزيونية.
- المشاركة في المؤتمرات والندوات الداخلية والخارجية:
  - حضور مؤتمر المرأة العاملة - جامعة الدول العربية ليبيا 75م.
  - حضور مؤتمر المرأة العاملة - جامعة الدول العربية القاهرة 76م.
  - المؤتمر العالمي للفتيات موسكو 75م.
  - المؤتمر العالمي للمرأة برلين.
  - مؤتمر المرأة العربية - اتحاد المرأة العربية - دمشق 76م.
  - مؤتمر العمل العربي - المغرب 80م.
  - مهرجان الشباب العربي الأول الجزائر 72م.
  - مؤتمر الصحفيين العالمي - صوفيا 86م.
  - مهرجان ملتقى الشباب في الصين.
  - المشاركة في الندوة الوطنية للاسرة والسكان في عدن من 15 - 18 سبتمبر 1991م (معدة ورقة).
  - المشاركة في المؤتمر الأول للسياسات السكانية المنعقد في صنعاء للفترة من 26 - 29 أكتوبر 1991م.
- العضوية في المنظمات والاتحادات الاجتماعية والنسائية:
  - عضو جمعية المرأة اليمنية ورئيسة للجمعية سابقاً.
  - عضو الاتحاد الدولي للنساء برلين 19-1991م.
  - عضو المجلس الدولي للمرأة- لندن 77 - 91م.
  - عضو جمعية التضامن مع المرأة العربي القاهرة 87 - 91م.
  - عضو اللجنة الوطنية للشباب - صنعاء 85 - 86م.
  - عضو نقابة الصحفيين اليمنيين 75 - 86م ومسؤولة اللجنة الاجتماعية للنقابة 84 - 86م.
  - عضو المجلس الإقليمي لرعاية الامومة والطفولة صنعاء سابقاً.
  - عضو مؤسس لجمعية المعاقين - صنعاء سابقاً.

## مؤلفات
كان لها العديد من المؤلفات والمقالات منها:
- يحبّني لا يحبّني.
- توابع خليجي عشرين.
- مبروك تفوقنا في الاختبار.
- كل عام والعيدية سعادة.
- الواد بلية اشترى نبلة.
- إقصاء غير متعمد.
- رمضان.. ولو أنك قلت.
- سنوات الجمر.
- فكر ومال حرام.
- مكاسب نسائية رمضانية.
- صديق لكل طريق.
- حوار ومتحاورات.
- رحلة الوادي في يمن الحضارة.
- براءة الحكومة.
- رؤية للتأمل:المتفرج لبيب، قراءة تاريخ أم غربلة؟، قليل من البعد حفظاً للمودة، في بيت الثقافة، يمن معاصر، الضوء واللون، موكب الرايات، يمن على رأسه علم، حديث النقود، قصة طابع وسيرة هوية، تحالف وطن، الصراع الأول، السلطة المطلقة مفسدة، صرت أحلى ألف مرة، شخصية الدولة، ندوة المصطلحات، الريح والرماد، الحريات المسؤولة، المقيل السياسي الأمريكي، يامحلى الصدف، الخروج من الكهف، الجوهرة والفحام، مناكب الأرض، العضوة المضطهدة، وطن يتوحد، حوار الأسوياء، ثمار العرق، بدون رتوش، سيطرة اللاوعي، لكل شيء نهاية، عيد في العولمة
- أيام السكينة.
- مرحباً بالفوضى.